# Водонапорная башня (Лосиноостровская)
Водонапорная башня у станции Лосиноостровская Ярославского направления Московской железной дороги — памятник московской промышленной архитектуры рубежа XIX—XX веков. Находится в Ярославском районе на северо-востоке Москвы, адрес — Хибинский проезд, 5.
Была построена в 1898—1901 годах.
Включена в перечень объектов культурного наследия Москвы.

## Архитектура

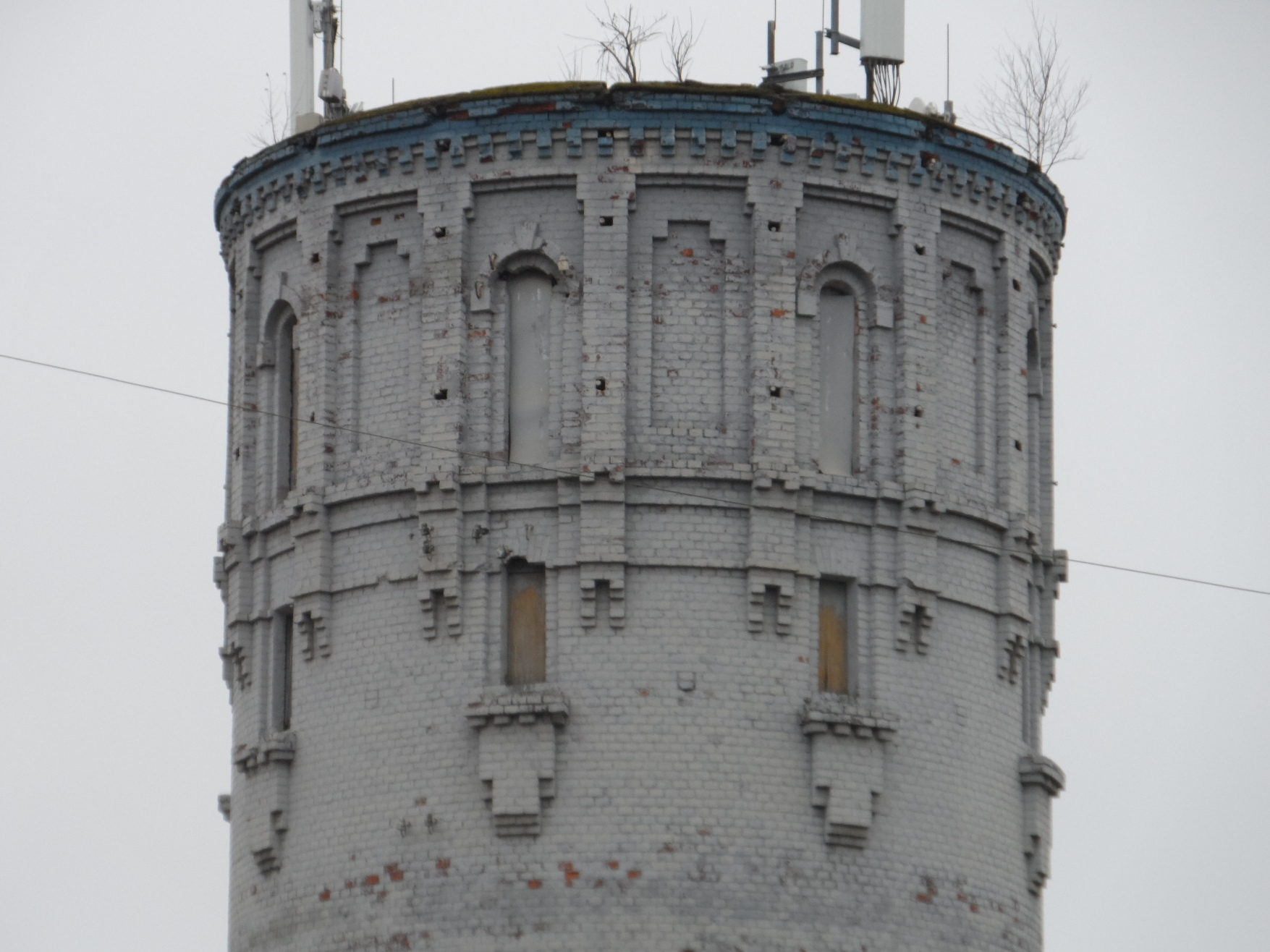
Декор верхнего яруса

Водонапорная башня возведена в стиле «модерн» по типовому проекту:

«Для водоёмных зданий (водонапорных башен) был создан один проект: высокий восьмигранный нижний ярус с лицевой кирпичной кладкой несет более широкий деревянный объем под пологой восьмискатной кровлей с маленьким барабанчиком».

В соответствии с разработанным для станций Московско-Ярославско-Архангельской железной дороги вариантом проекта лосиноостровское сооружение представляет собой 3-этажное сооружение целиком из красного кирпича. Круглые в плане второй и третий ярусы установлены на 8-граннике первого этажа. Верхний ярус украшен разнообразными элементами декора. Баки и крыша не сохранились. В 2010-х кирпичные стены были покрашены в фирменный серый цвет Ярославского направления РЖД.

## Назначение
Основное назначение — водоснабжение паровозов Лосиноостровского сортировочного узла. Из размещённых на высоте водяных баков вода самотёком направлялась по трубопроводам не только к местам заправки локомотивов, но и к жилым и служебным постройкам станции. Не используется по прямому назначению со времени отказа от паровозной тяги.

## В кино
Башня была видна в эпизодах фильмов «Место встречи изменить нельзя» (1979) и «Вокзал для двоих» (1982), которые снимались на станции Лосиноостровская.

## Комментарии
1. ↑  Другое название — водоёмное здание.
2. ↑  Похожая конструкция башни сохранилась на станции Александров той же дороги.